# Kertobanyon
Kertobanyon is een bestuurslaag in het regentschap Madiun van de provincie Oost-Java, Indonesië. Kertobanyon telt 1570 inwoners (volkstelling 2010).